# Kateřina Siniaková
Kateřina Siniaková (* 10. května 1996 Hradec Králové) je česká profesionální tenistka. Na grandslamu vyhrála deset trofejí v ženské čtyřhře a jednu v mixu. V letech 2018–2025 byla opakovaně světovou jedničkou ve čtyřhře. V pěti obdobích na čele strávila 161 týdnů, což ji řadí na čtvrté místo historických statistik WTA. Čtyřikrát zakončila sezónu na vrcholu deblové klasifikace. Na Letních olympijských hrách 2020 se s Barborou Krejčíkovou stala olympijskou vítězkou v ženské čtyřhře, čímž pro Česko získaly první zlatou medaili zpod pěti kruhů v tenise. Na pařížské olympiádě 2024 vyhrála s Tomášem Macháčem smíšenou čtyřhru.
S Krejčíkovou také triumfovala na French Open 2018 a 2021, ve Wimbledonu 2018 a 2022, Australian Open 2022 a 2023, stejně jako na Turnaji mistryň 2021. Titulem na US Open 2022 zkompletovaly kariérní grandslam, kariérní Zlatý Slam a jako první ženský pár v historii dovršily i kariérní Super Slam. Staly se tak pátou dvojicí otevřené éry s alespoň sedmi grandslamovými tituly. Jako poražené finalistky skončily na Turnaji mistryň 2018 a 2022 a na Australian Open 2021. V závěru sezóny 2023 iniciovala ukončení spolupráce s Krejčíkovou. Osmý deblový grandslam získala s Coco Gauffovou na French Open 2024 a další dva ve Wimbledonu 2024 a na Australian Open 2025 s Taylor Townsendovou. Smíšenou soutěž ovládla po boku Sema Verbeeka ve Wimbledonu 2025. V juniorské kategorii ovládla s Krejčíkovou tři grandslamové čtyřhry na French Open 2013, ve Wimbledonu 2013 a US Open 2013. Do finále se probojovala na juniorce Australian Open 2013 a floridském Orange Bowlu 2012.
Světovou jedničkou ve čtyřhře se s Krejčíkovou poprvé staly společně, čímž vytvořily čtrnáctou dvojici na čele klasifikace. Jako pátá a šestá Češka na prvním místě představovaly čtyřicátou a čtyřicátou první jedničku od zavedení klasifikace v roce 1984. V sezónách 2018, 2021, 2022 a 2024 zakončila žebříček čtyřhry na prvním místě.
Ve své dosavadní kariéře na okruhu WTA Tour vyhrála pět singlových titulů na všech površích, když ovládla Shenzhen Open 2017, Zavarovalnica Sava Portorož 2022 a Jiangxi Open 2023 na tvrdém povrchu, antukové Swedish Open 2017 a travnatý Bad Homburg Open 2023. K nim přidala třicet deblových triumfů. Dvakrát triumfovala v sérii WTA 125 ve dvouhře a jednou ve čtyřhře. V rámci okruhu ITF získala osm titulů ve dvouhře a čtyři ve čtyřhře. Na žebříčku WTA byla ve dvouhře nejvýše klasifikována v červnu 2024 na 27. místě a ve čtyřhře v říjnu 2018 na 1. místě. V prosinci 2012 figurovala na juniorském kombinovaném žebříčku ITF na 2. příčce. Trenérský tým vede otec Dmitrij Siniakov. Jeho členkou je Jevgenija Manjukovová a bývala v něm také Helena Suková. Domovským oddílem je od roku 2011 Tenisový klub Sparta Praha.
V českém týmu Billie Jean King Cupu debutovala v roce 2017 čtvrtfinálem světové skupiny proti Španělsku, v němž za rozhodnutého stavu prohrála po boku Šafářové čtyřhru s párem Martínezová Sánchezová a Sorribesová Tormová. Češky zvítězily 3:2 na zápasy. Jedničkou se poprvé stala v následném semifinále se Spojenými státy, v němž porazila Rogersovou a poražena odešla od Vandewegheové, stejně tak i z rozhodující čtyřhry. Američanky postoupily po výhře 3:2 na zápasy. V roce 2018 se stala členkou vítězného družstva. V pražském finále proti Spojeným státům vyhrála obě dvouhry a Češky triumfovaly 3:0 na zápasy. Do listopadu 2024 v soutěži nastoupila k třinácti mezistátním utkáním s bilancí 5–2 ve dvouhře a 5–6 ve čtyřhře.
V letech 2018, 2021 a 2022 vytvořila s Barborou Krejčíkovou deblový pár roku WTA a obě se staly také mistryněmi světa ITF. V roce 2022 vyhrála hlavní kategorii české tenisové ankety Zlatý kanár.

## Juniorská kariéra
Tenisovou kariéru začínala v oddíle TK Tenis-centrum Hradec Králové. V roce 2010 se probojovala do finále dvouhry mistrovství Evropy kategorie čtrnáctiletých, v němž prohrála s Nizozemkou De Vroomeovou. Na stejné události se stala mistryní Evropy jako členka českého vítězného týmu. V letech 2008 a 2009 obdržela cenu Naděje královéhradeckého sportu.

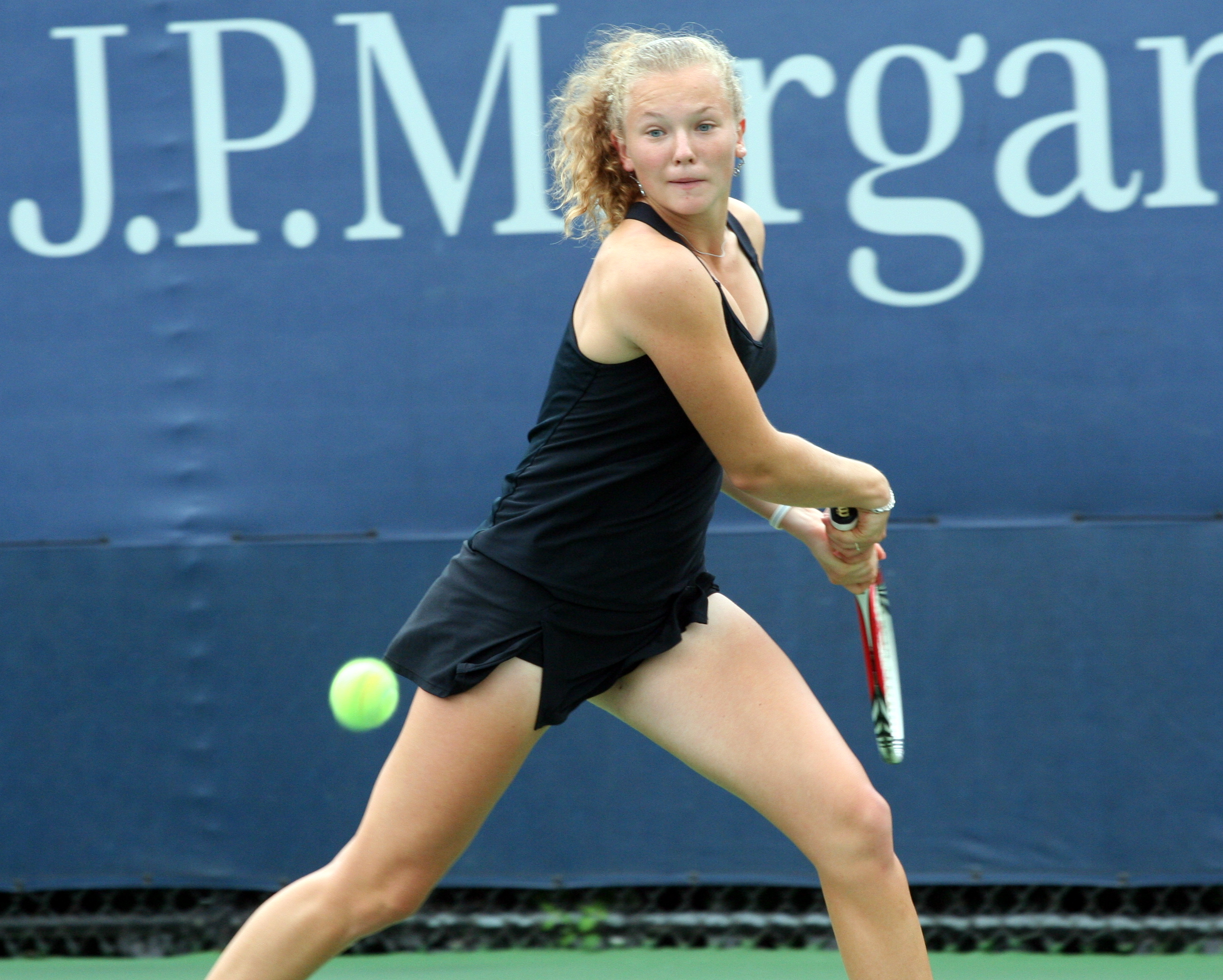
Siniaková na juniorce US Open 2013

Na podzim 2012 triumfovala na turnaji v Ósace. Na konci roku se probojovala do finále dvouhry na floridském Orange Bowlu v kategorii osmnáctiletých, kde podlehla chorvatské hráčce Aně Konjuhové. Dne 10. prosince 2012 dosáhla na 2. místo v singlové klasifikaci světového žebříčku ITF juniorek.
Jako turnajová dvojka nastupovala do juniorské dvouhry Australian Open 2013, kde došla do finále. V něm nestačila opět na Anu Konjuhovou po dvousetovém průběhu. Z pozice druhé nasazené dvojice hrála s krajankou Barborou Krejčíkovou juniorskou čtyřhru na French Open 2013. V celém průběhu turnaje neztratily ani jednu sadu. Ve finále zdolaly ekvádorsko-brazilský pár Doménica Gonzálezová a Beatriz Haddad Maiová ve dvou setech. Roli favoritky potvrdila i na kurtech All England Clubu, kdy spolu s Barborou Krejčíkovou ve čtyřhře, coby nasazené jedničky, zdolaly ve finále ukrajinsko-běloruský pár Anhelina Kalininová a Iryna Šymanovičová ve dvou sadách.
Jako první nasazená nastupovala spolu s krajankou Barborou Krejčíkovou i do posledního juniorského turnaje v kariéře na US Open 2013. V celém průběhu turnaje neztratily ani jednu sadu a suverénně si dokráčely pro třetí společný grandslamový titul v tomto roce, když ve finále zdolaly třetí nasazenou švýcarsko-španělskou dvojici Belinda Bencicová a Sara Sorribesová Tormová ve dvou sadách. Na Canadian Open Junior Championships v Repentigny v roce 2013 prohrála ve finále singlové soutěže proti krajance Barboře Krejčíkové. V deblové soutěži pak s Krejčíkovou vyhrály hladce finále proti britsko-srbskému páru Katie Boulterová a Nina Stojanovićová.

## Profesionální kariéra

### 2013
V březnu 2013 zaznamenala debut na ženském okruhu WTA, když se po výhrách nad Mandy Minellaovou a Alexou Glatchovou probojovala z kvalifikace do hlavní soutěže Sony Open Tennis. Ve třech setech podlehla v úvodním kole Španělce Garbiñe Muguruzaové.

### 2014
Na začátku ledna startovala v kvalifikaci hobartského Moorilla Hobart International, kde vypadla v prvním kole. Poté se tří kolovou kvalifikací probojovala do hlavní soutěže Australian Open, kde dohrála v první fázi dvouhry. V únoru startovala na turnaji okruhu ITF v Midlandu, kde vypadla v osmifinále dvouhry. Ve čtyřhře pak společně s Lucií Hradeckou vypadly v osmifinále.

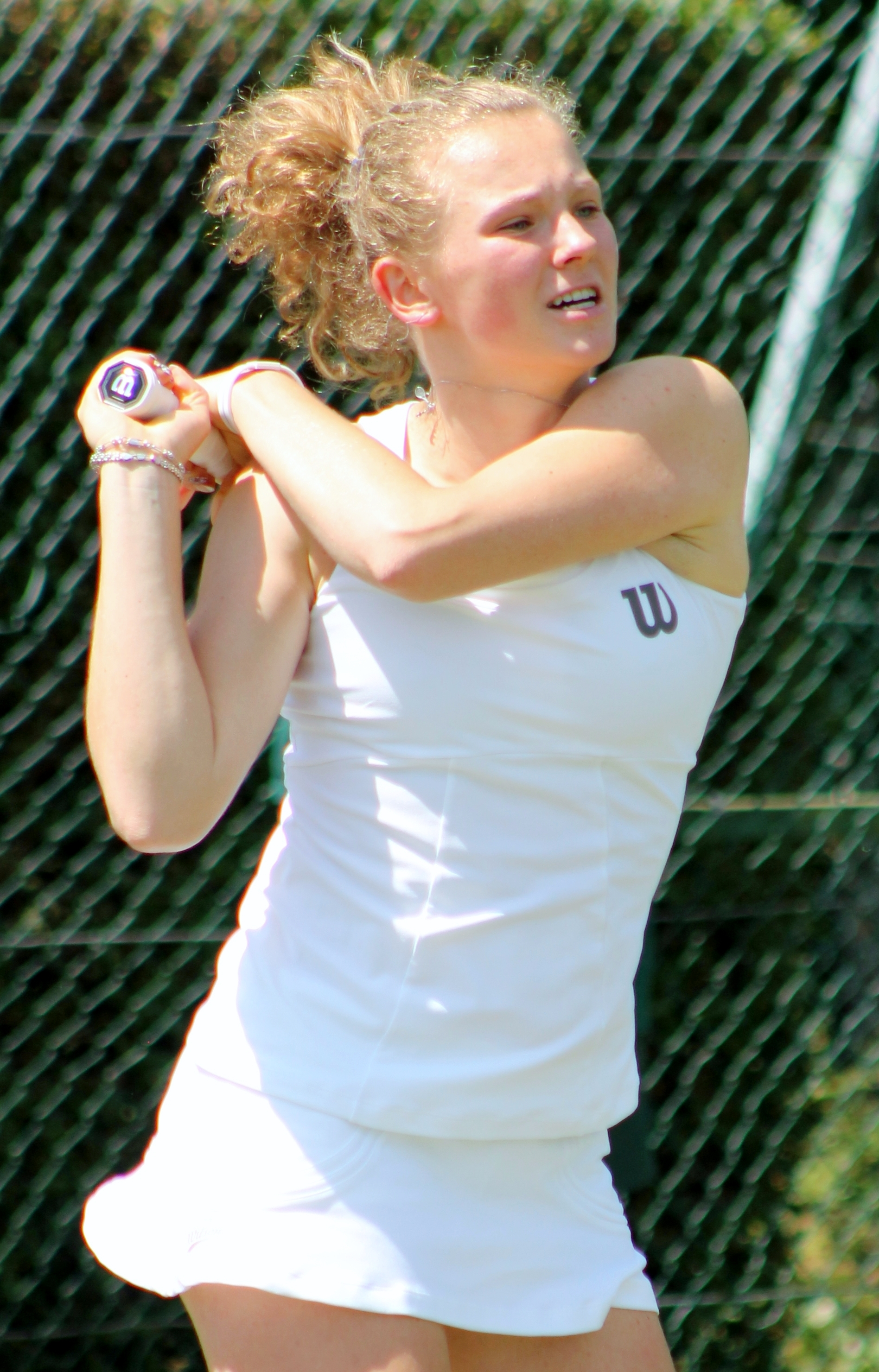
Kateřina Siniaková ve wimbledonské kvalifikaci 2014

Následně odehrála turnaj na okruhu ITF ve Francii v Croissy-Beaubourg, kde podlehla v semifinále krajance Renatě Voráčové. Na tomto turnaji se objevila po boku Kristýny Plíškové ve čtyřhře, kde vypadly ve čtvrtfinále. Na začátku dubna se zúčastnila kvalifikace turnaje WTA v Katovicích, kde vypadla v úvodní fázi. Poté hrála kvalifikaci turnaje Porsche Tennis Grand Prix ve Stuttgartu, kde nepřešla poslední kolo. Na turnaji ITF v Trnavě nestačila ve čtvrtfinále na domácí hráčku Annu Karolínu Schmiedlovou. Ve stejném kole zde vypadla s krajankou Nikolou Frankovou ve čtyřhře.
V květnu se zúčastnila na okruhu ITF domácího turnaje v Praze Sparta Prague Open. Startovala zde na divokou kartu, ale v prvním kole ji vyřadila Srbka Aleksandra Krunićová. V deblové soutěži s Barborou Krejčíkovou vypadly v semifinále s krajankami Lucií Šafářovou a Andreou Hlaváčkovou. Poté se objevila v kvalifikaci French Open, kde byla vyřazena ve druhém kole. Následoval turnaj ITF v Mariboru, kde odehrála kromě singla také čtyřhru s Krejčíkovou.
Premiérové finále na okruhu WTA Tour zaznamenala na počátku srpna, když v deblové soutěži Bank of the West Classic, události konané v americkém Stanfordu, prohrála po boku Polky Pauly Kaniové boj o titul. Přemožitelkami se staly Španělky Garbiñe Muguruzaová a Carla Suárezová Navarrová. Debutový titul WTA vybojovala v polovině září, když se Srbkou Aleksandrou Krunićovou vyhrála čtyřhru na Tashkent Open. Ve finále zdolaly ruskou dvojici Margarita Gasparjanová a Alexandra Panovová po hladkém průběhu.
Na začátku října se pak přes kvalifikaci, kde mimo jiné porazila třeba o rok starší krajanku Terezu Smitkovou, probojovala do hlavní soutěže rakouského turnaje v Linzi. Tam však v úvodním kole nestačila na další krajanku Kláru Koukalovou.

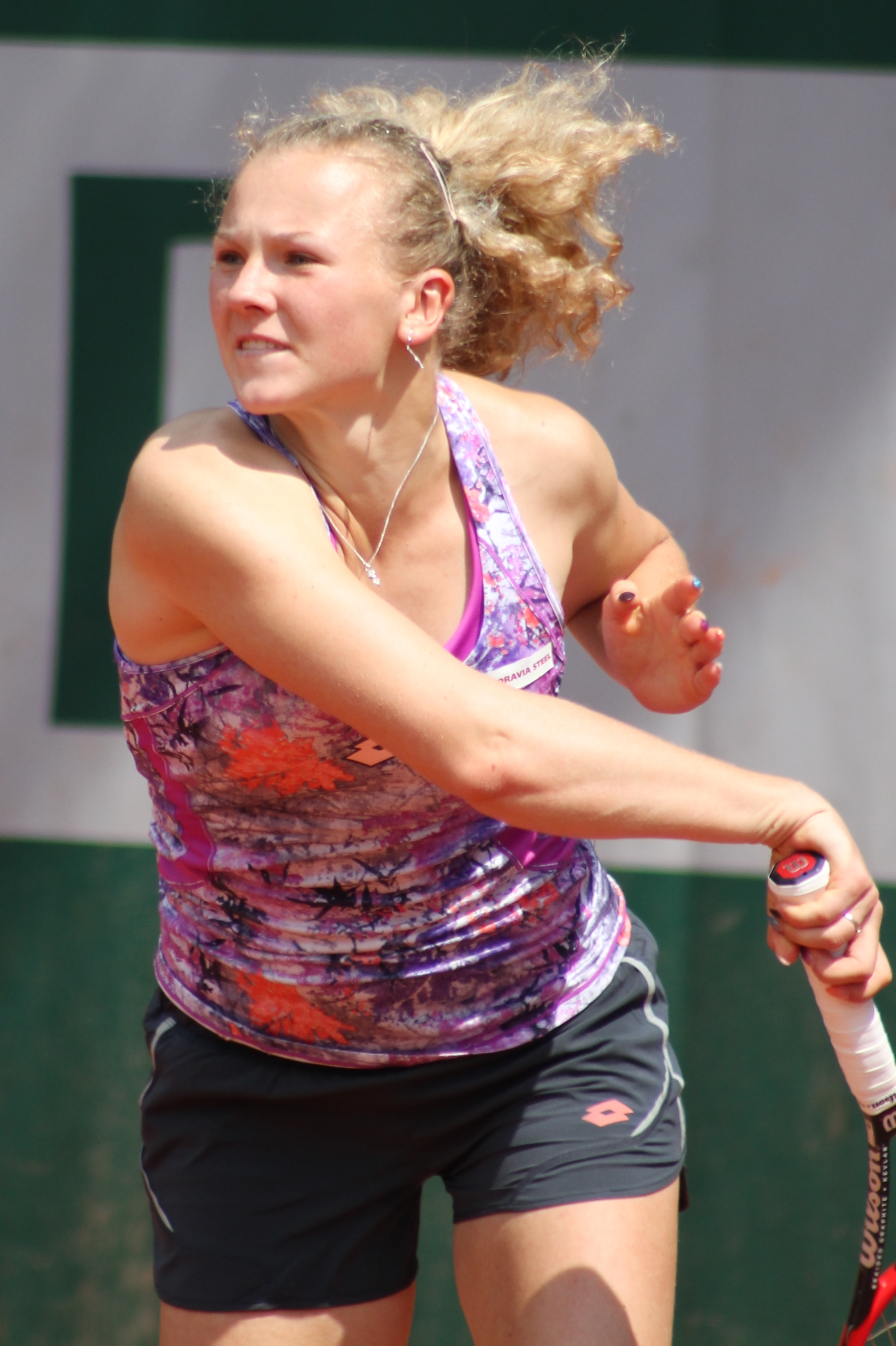
Na French Open 2016 dohrála v úvodním kole

Na jejím posledním turnaji WTA v kalendářním roce, ruském Kremlin Cupu v Moskvě, se přes kvalifikaci, kde měla největší problémy ve 2. kole s domácí hráčkou Margaritou Gasparjanovou dostala do hlavní soutěže. Na úvod si snadno poradila s Jelenou Vesninovou. Mimochodem, v deblové soutěži vyřadila den předtím stejnou hráčku, když společně se Srbkou Krunićovou vyřadila v osmifinále nasazené jedničky a třetí pár světa Vesninová a Makarovová, avšak v následném kole byly obě hráčky vyřazeny. V dalším kole si poradila s Francouzskou Kristinou Mladenovicovou a následně ve čtvrtfinále také s italskou tenistkou Camilou Giorgiovou, kterou po velké bitvě udolala ve třech setech. V semifinále se střetla s domácí Anastasii Pavljučenkovovou, která však už byla nad její síly a podlehla jí po hladkém průběhu. Díky bodovému zisku se v následné pondělní aktualizaci žebříčku WTA z 20. října 2014 posunula na své kariérní maximum v singlu i deblu, když jí ve dvouhře patřila 86. příčka a ve čtyřhře pak 85. pozice.
Na konci října se pak zúčastnila turnaje ve francouzském Nantes, který byl součástí okruhu ITF. Jako nasazená pětka si nejprve poradila s Amandine Hesseovou, následně s Richèl Hogenkampovou, ve čtvrtfinále s Gioiou Barbieriovou, v semifinále s nasazenou jedničkou Slovenkou Annou Karolínou Schmiedlovou a v následném finále také s Ons Džabúrovou z Tuniska. V následné pondělní aktualizaci žebříčku WTA z 3. listopadu 2014 si žebříčkově opět polepšila, když se posunula o dvanáct míst na 74. příčku.

### 2017
Sezónu rozehrála na čínském Shenzhen Open, jediném turnaji kategorie International s trojnásobnou základní dotací (750 tisíc dolarů). Během cesty do finále zdolala poprvé v kariéře dvě hráčky elitní světové desítky, ve druhém kole čtvrtou ženu klasifikace Simonu Halepovou a v semifinále desátou Johannu Kontaovou. V boji o titul přehrála americkou turnajovou osmičku Alison Riskeovou po dvousetovém průběhu. Připsala si tak premiérové turnajové vítězství z dvouhry okruhu WTA Tour. Bodový zisk jí zajistil v následném vydání žebříčku posun na kariérní maximum, když 9. ledna 2016 figurovala na 36. místo. Za výhru získala odměnu 163 tisíc dolarů. Na Australian Open skončila v úvodním kole na raketě Němky Julie Görgesové. Druhá fáze Taiwan Open přinesla vyřazení od Číňanky Pcheng Šuaj.

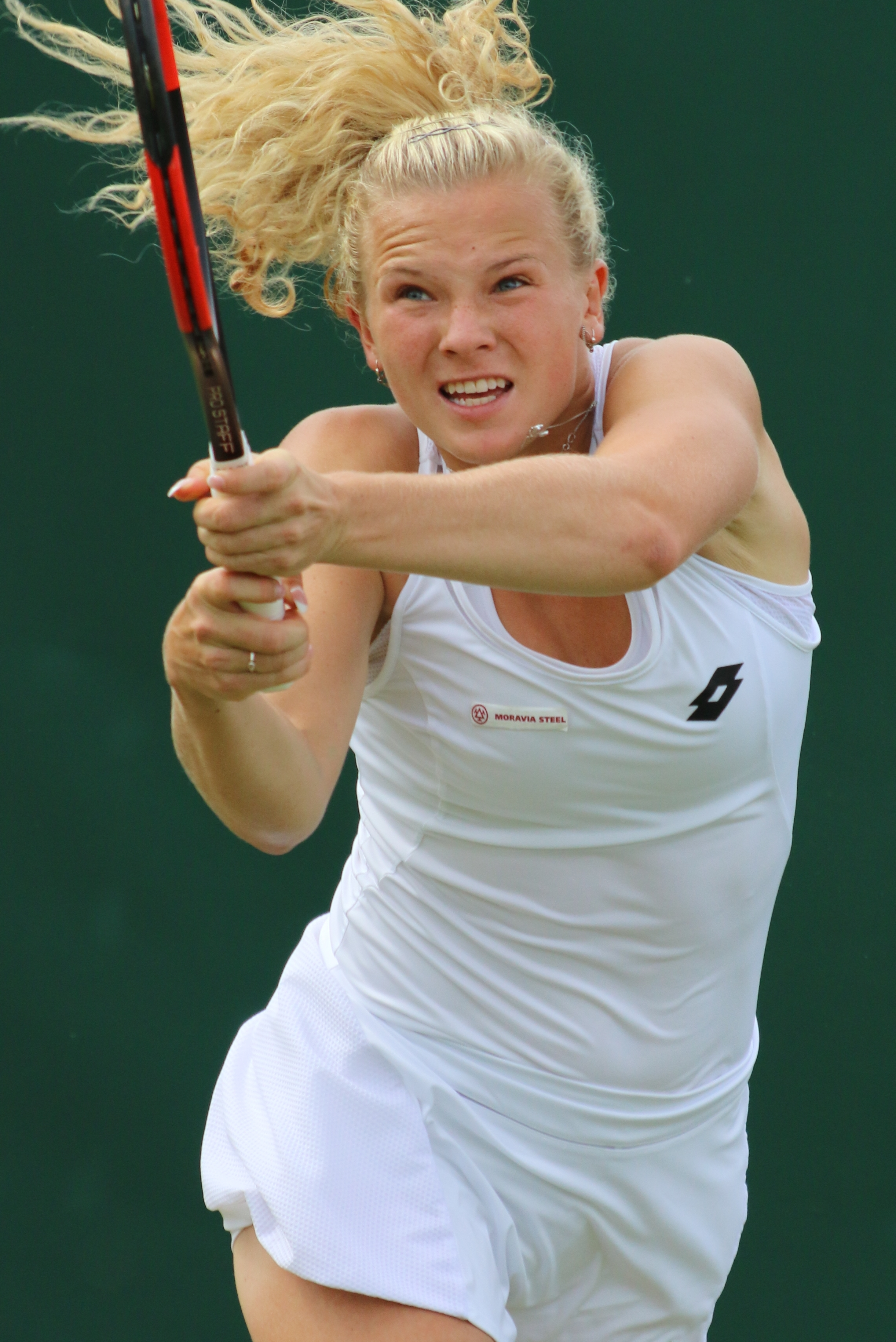
Ve Wimbledonu dohrála v úvodním kole s Řekyní Sakkariovou

Po výhře nad Carlou Suárezovou Navarrovou ji ve třetím kole BNP Paribas Open v Indian Wells vyřadila Caroline Wozniacká. V soutěži čtyřhry kalifornského turnaje však s Lucií Hradeckou postoupila až do finále, v němž Češky podlehly šestému nasazenému páru Martina Hingisová a Čan Jung-žan. Na navazujícím Miami Open v Key Biscayne nezvládla první zápas proti deblové světové jedničce Bethanii Mattekové-Sandsové. Brány úvodního kola nepřešla ani na zelené antuce Volvo Car Open v jihokarolínském Charlestonu, kde nenašla recept na olympijskou vítězku Mónicu Puigovou. V deblové soutěži skončily s Hradeckou opět jako poražené finalistky po porážce od nejlepší světové dvojice Matteková-Sandsová a Šafářová.
V dubnu plnila poprvé roli jedničky českého týmu v semifinále Fed Cupu proti Spojeným státům. Ve floridské Tampě vyhrála na zelené antuce sobotní dvouhru proti Shelby Rogersové, aby ji o den později porazila Coco Vandewegheová. V rozhodující čtyřhře pak uhrála s Kristýnou Plíškovou jen pět gamů na pár Matteková-Sandsová a Vandewegheová. Češky tak po prohře 2:3 na zápasy ukončily sérii 10zápasové neporazitelnosti.
Pražský J&T Banka Prague Open, probíhající na dvorcích domovské Sparty Praha, přinesl čtvrtfinálové vyřazení od třetí nasazené Barbory Strýcové. Na Mutua Madrid Open ji ve druhém utkání vystavila stopku světová jednička Angelique Kerberová, na římském Internazionali BNL d'Italia v témže kole Světlana Kuzněcovová a na French Open nestačila již v prvním duelu na Rusku žijící v Říčanech Jekatěrinu Alexandrovovou. S Hradeckou však pronikla poprvé v kariéře do semifinále grandslamu poté, co ve čtvrtfinále ženské čtyřhry Roland Garros vyřadily olympijské vítězky a druhé nasazené Jekatěrinu Makarovovou s Jelenou Vesninovou. Po třísetovém průběhu však následně prohrály s australským párem Ashleigh Bartyová a Casey Dellacquová.
Travnatá část sezóny přinesla časná vyřazení, na birminghamském AEGON Classic s devátou nasazenou Australankou Darjou Gavrilovovou, na eastbournském AEGON Internationa se šťastnou poraženou kvalifikantkou Soranou Cîrsteaovou a ve Wimbledonu s Řekyní Marií Sakkariovou.
Návrat na antukový povrch bastadským Swedish Open přinesl zlepšení formy. Do Švédska přijížděla v roli obhájkyně finálové účasti. Cestou pavoukem postupně vyřadila tři nejvýše nasazené hráčky Anastasiji Sevastovovou, Caroline Garciaovou a v závěrečném utkání turnaje i světovou šestku a nejvýše nasazenou Dánku Caroline Wozniackou po dvousetovém průběhu. Získala tak druhý singlový titul na okruhu WTA Tour a první z antuky. V následném vydání žebříčku se posunula na 39. příčku, tři místa za dosavadní kariérní maximum.

### 2022
Do wimbledonské čtyřhry nastoupila poprvé od února s Krejčíkovou. Na cestě za titulem ztratily jediný set ve čtvrtfinále s desátou nasazenou, americko-australskou dvojicí Melicharová-Martinezová a Perezová. Ve finále přehrály belgicko-čínské nasazené jedničky Elise Mertensovou s Čang Šuaj.
Na US Open s Krejčíkovou zdolaly Američanky Caty McNallyovou a Taylor Townsendovou, přestože pro ztracené první sadě prohrávaly ve druhé již 1–4, aby v následujícím průběhu zápasu získaly 11 ze 13 gamů, čímž zkompletovaly jako sedmý ženský pár kariérní grandslam ve čtyřhře, po sestrách Williamsových jako druhý ženský pár kariérní Zlatý slam a jako první dvojice v historii dovršily kariérní Super Slam, tj. výhry na všech grandslamech, Turnaji mistryň a olympijských hrách. V ženském deblu se to předtím podařilo samostatně jen Gigi Fernándezové a Pam Shriverové. Zároveň se Siniaková po skončení turnaje vrátila na vrchol deblového hodnocení.
Třetí kariérní titul a první od roku 2017 získala na Zavarovalnica Sava Portorož. Ve finále, které svou délkou 3 hodiny a 6 minut bylo druhým nejdelším v probíhající sezóně, zdolala úřadující wimbledonskou šampionku Jelenu Rybakinovou po třísetové bitvě. Bodový zisk ji na žebříčku poprvé od května 2022 vrátil do elitní světové padesátky.

### 2023
Sedmý grandslamový titul ve čtyřhře a čtvrtý z po sobě následujících čtyř společných účastí vybojovala s Barborou Krejčíkovou na Australian Open. Ve finále porazily Japonky Šúko Aojamovou s Enou Šibaharaovou. Jako čtvrtý pár otevřené éry vyhrály čtvrtý grandslam v řadě, do něhož nastoupily. Po skončení již držely 24zápasovou neporazitelnost v této nejvyšší kategorii tenisu. V březnu spolu následně triumfovaly na prestižním turnaji v Indian Wells, když zdolaly Brazilku Beatriz Haddad Maiovou s Němkou Laurou Siegemundovou. V rámci kategorie WTA 1000 triumfovaly na třetím turnaji. Na French Open usilovaly o nekalendářní grandslam, již v prvním kole je ale vyřadily Ulrikke Eikeriová s Eri Hozumiovou.
Čtvrtý kariérní singlový triumf a první na trávě získala na Bad Homburg Open. Ve finále přerušeném deštěm zdolala Italku Luciu Bronzettiovou. Zkompletovala tak své singlové trofeje ze všech povrchů.
V dobré formě se Siniaková prezentovala na podzimních čínských turnajích, které byly zařazeny do kalendáře poprvé od podzimu 2019. V Ning-pu došla na čtvrtfinále, kde ji vyřadila Nadia Podoroská, v Hongkongu postoupila do finále, kde podlehla i vinou zranění po téměř třech hodinách hry Kanaďance Leylah Fernandezové, aby o týden později v Nan-čchangu Fernandezové v semifinále porážku oplatila. V prvním ryze českém finále na okruhu WTA od Prague Open 2021 zdolala Marii Bouzkovou, přestože prohrávala již 1–6 a 3–5. Bouzková vstoupila do utkání dominantně a vypracovala si vedení 6–1 a 5–3. Siniaková čelila celkem třem mečbolům a zvítězila po vyhraných zkrácených hrách druhé a třetí sady. Délkou 3:32 hodiny se jednalo o nejdelší finále na okruhu v roce 2023 a za historicky nejdelším finále WTA zaostalo jen o 15 minut. Po skončení zápasu se Siniaková posunula ze 60. na 44. příčku žebříčku WTA.

### 2024
Do pařížského French Open nastoupila do čtyřhry po boku Američanky Coco Gauffové, když síly spojily poté, co se jejich původní partnerky – Townsendová a Pegulaová – rozhodly do turnaje nezasáhnout. Ve finále zdolaly italské turnajové desítky Saru Erraniovou a Jasmine Paoliniovou, čímž Siniaková získala osmý titul na grandslamech, první s jinou spoluhráčkou než s Krejčíkovou a třetí na French Open. Bodový zisk pro ni znamenal návrat do první světové desítky hodnocení. I do třetího grandslamu sezóny Wimbledonu nastoupila s jinou spoluhráčkou, tentokrát po boku Taylor Townsendovou. V boji o titul zdolaly turnajové dvojky Gabrielu Dabrowskou s Erin Routliffeovou ve dvou zkrácených hrách. Při teprve třetí společné účasti vybojovala premiérový titul, čímž Siniaková podruhé v kariéře zkompletovala tzv. Channel Slam – vítězství na French Open a Wimbledonu v jednom roce.
Na pařížské olympiádě zasáhla do všech tří soutěží. Ve dvouhře, kam se dostala jako náhradnice za zraněnou Vondroušovou, ji v prvním kole vyřadila Clara Burelová. V deblu obhajovaly s Krejčíkovou první místo, ve čtvrtfinále však podlehly Miře Andrejevové s Dianou Šnajderovou. Nejlépe si vedla ve smíšené čtyřhře, kde se jejím spoluhráčem stal její bývalý přítel Tomáš Macháč. V prvním kole zaskočily německé turnajové jedničky Siegemundovou se Zverevem, ve čtvrtfinále přehráli Japonce Šibaharou s Nišikorim a v semifinále reprezentanty Kanady Dabrowskou a Augera-Aliassimeho. V boji o zlato pak zdolali kteří ve finále zdolali Číňany Čanga Č’-čena s Wang Sin-jü v supertiebreku. Pro Česko získala první zlato z tenisového mixu a celkově druhé z tenisových soutěží, když se předtím podílela i na triumfu v ženské čtyřhře na LOH 2020. Na pařížské olympiádě 2024 se jednalo o druhý cenný kov české výpravy.

## Soukromý život

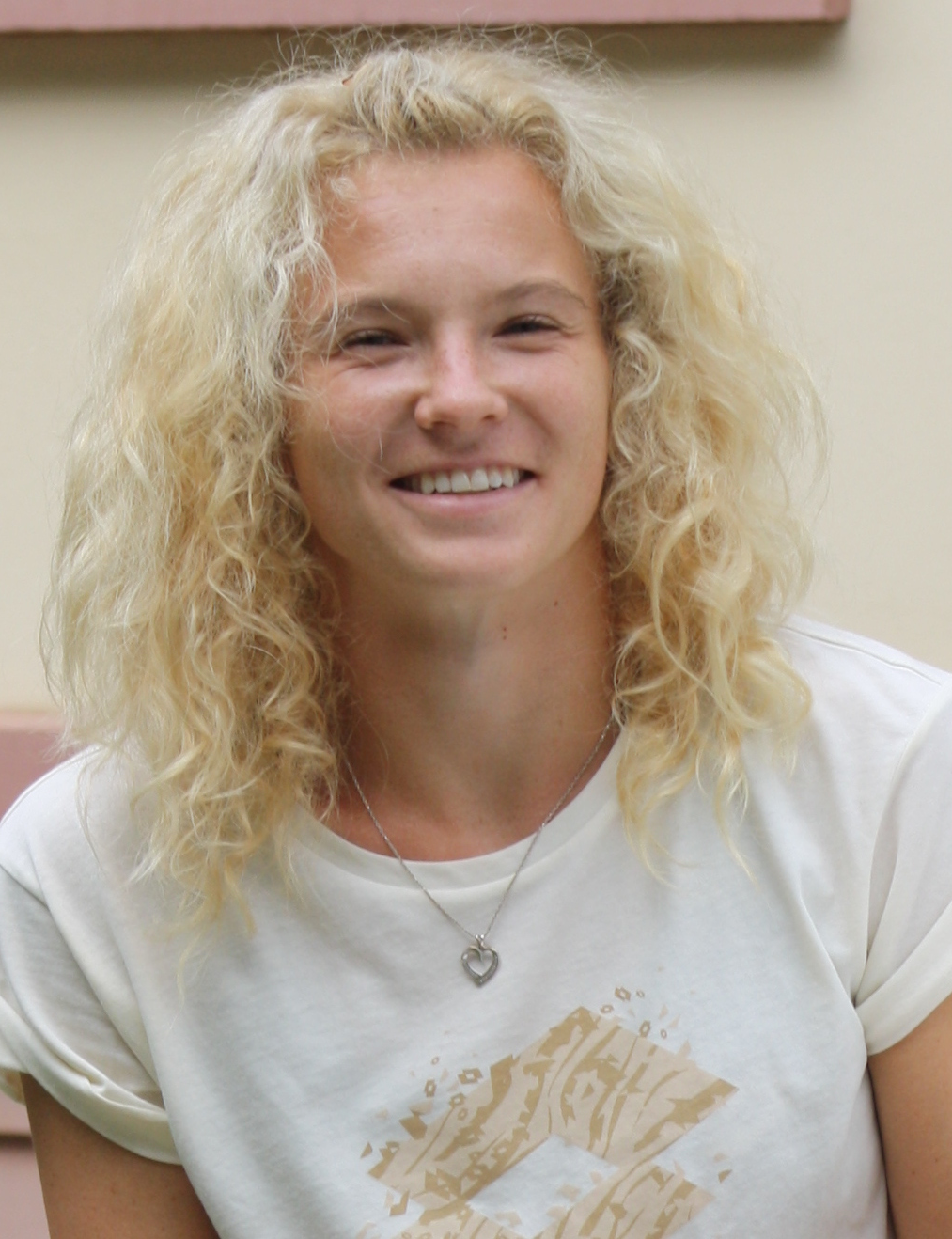
Kateřina Siniaková na autogramiádě během vítězného Bad Homburg Open 2023

Narodila se roku 1996 v Hradci Králové do rodiny české matky a ruského podnikatele v kožešnictví Dmitrije Siniakova, pocházejícího z Moskvy a v mládí provozujícího box. Od roku 2008 studovala na ZŠ Štefcova v atletické třídě. Roku 2010 přestoupila na hradecké soukromé gymnázium s jazykovým zaměřením. Tenis hraje také bratr Daniel Siniakov (nar. 2003). Na kombinovaném žebříčku juniorů ITF nejvýše figuroval během ledna 2021 na 86. místě.
Během melbournské karantény před rozehráním Australian Open 2021, v důsledku pandemie covidu-19, navázala partnerský vztah s tenistou Tomášem Macháčem. Oba byli členy Sparty Praha, za níž v roce 2020 vyhráli českou extraligu. První společný mix odehráli na lednovém Australian Open 2022. Podruhé jako pár nastoupili do BNP Paribas Open 2024 v Indian Wells. V červenci 2024 Siniaková potvrdila rozpad jejich vztahu. Přesto o měsíc později vyhráli smíšenou soutěž na pařížské olympiádě.

## Ocenění
V anketě Zlatý kanár byla oceněna mezi juniorkami v letech 2010 a 2012 v kategorii Talent roku. V letech 2013 a 2018 ovládla kategorii Postup na žebříčku WTA a v ročnících 2018, 2019, 2021 a 2021 vytvořila s Barborou Krejčíkovou deblový pár roku. V roce 2022 pak jako konečná světová jednička ve čtyřhře vyhrála hlavní kategorii Zlatý kanár.
V anketě Sportovec roku byla s Krejčíkovou oceněna mezi jednotlivci na 9. místě v roce 2018, na 5. příčce roku 2021, v ročníku 2022 na 2. pozici za Ledeckou a roku 2024 skončila na 4. příčce. V roce 2018 se stala členkou fedcupového týmu, který vyhrál kategorii kolektivů. Ženská tenisová asociace Krejčíkovou a Siniakovou vyhlásila párem roku v letech 2018, 2021 a 2022. V sezónách 2018, 2021 a 2022 se také staly mistryně světa ITF ve čtyřhře.

## Finále na Grand Slamu

### Ženská čtyřhra: 12 (10–2)
| Stav       | rok  | turnaj              | povrch | spoluhráčka        | soupeřky ve finále                         | výsledek           |
| ---------- | ---- | ------------------- | ------ | ------------------ | ------------------------------------------ | ------------------ |
| Finalistka | 2017 | US Open             | tvrdý  | Lucie Hradecká     | Čan Jung-žan Martina Hingisová             | 3–6, 2–6           |
| Vítězka    | 2018 | French Open         | antuka | Barbora Krejčíková | Eri Hozumiová Makoto Ninomijová            | 6–3, 6–3           |
| Vítězka    | 2018 | Wimbledon           | tráva  | Barbora Krejčíková | Květa Peschkeová Nicole Melicharová        | 6–4, 4–6, 6–0      |
| Finalistka | 2021 | Australian Open     | tvrdý  | Barbora Krejčíková | Elise Mertensová Aryna Sabalenková         | 2–6, 3–6           |
| Vítězka    | 2021 | French Open (2)     | antuka | Barbora Krejčíková | Bethanie Matteková-Sandsová Iga Świąteková | 6–4, 6–2           |
| Vítězka    | 2022 | Australian Open     | tvrdý  | Barbora Krejčíková | Anna Danilinová Beatriz Haddad Maiová      | 6–7(3–7), 6–4, 6–4 |
| Vítězka    | 2022 | Wimbledon           | tráva  | Barbora Krejčíková | Elise Mertensová Čang Šuaj                 | 6–2, 6–4           |
| Vítězka    | 2022 | US Open             | tvrdý  | Barbora Krejčíková | Caty McNallyová Taylor Townsendová         | 3–6, 7–5, 6–1      |
| Vítězka    | 2023 | Australian Open (2) | tvrdý  | Barbora Krejčíková | Šúko Aojamová Ena Šibaharaová              | 6–4, 6–3           |
| Vítězka    | 2024 | French Open (3)     | antuka | Coco Gauffová      | Sara Erraniová Jasmine Paoliniová          | 7–6(7–5), 6–3      |
| Vítězka    | 2024 | Wimbledon (3)       | tráva  | Taylor Townsendová | Gabriela Dabrowská Erin Routliffeová       | 7–6(7–5), 7–6(7–1) |
| Vítězka    | 2025 | Australian Open (3) | tvrdý  | Taylor Townsendová | Sie Šu-wej Jeļena Ostapenková              | 6–2, 6–7(4–7), 6–3 |

### Smíšená čtyřhra: 1 (1–0)
| Stav    | rok  | turnaj    | povrch | spoluhráč   | soupeři ve finále              | výsledek           |
| ------- | ---- | --------- | ------ | ----------- | ------------------------------ | ------------------ |
| Vítězka | 2025 | Wimbledon | tráva  | Sem Verbeek | Joe Salisbury Luisa Stefaniová | 7–6(7–3), 7–6(7–3) |

## Finále Turnaje mistryň

### Čtyřhra: 4 (1–3)
| Stav       | rok  | turnaj                                | povrch    | spoluhráčka        | soupeřky ve finále                      | výsledek         |
| ---------- | ---- | ------------------------------------- | --------- | ------------------ | --------------------------------------- | ---------------- |
| Finalistka | 2018 | WTA Finals, Singapur                  | tvrdý (h) | Barbora Krejčíková | Tímea Babosová Kristina Mladenovicová   | 4–6, 5–7         |
| Vítězka    | 2021 | WTA Finals, Guadalajara, Mexiko       | tvrdý     | Barbora Krejčíková | Sie Šu-wej Elise Mertensová             | 6–3, 6–4         |
| Finalistka | 2022 | WTA Finals, Fort Worth, Spojené státy | tvrdý (h) | Barbora Krejčíková | Veronika Kuděrmetovová Elise Mertensová | 2–6, 6–4, [9–11] |
| Finalistka | 2024 | WTA Finals, Rijád, Saúdská Arábie     | tvrdý (h) | Taylor Townsendová | Gabriela Dabrowská Erin Routliffeová    | 5–7, 3–6         |

## Utkání o olympijské medaile

### Ženská čtyřhra: 1 (1 zlato)
| Stav  | rok  | místo konání    | povrch | spoluhráčka        | soupeřky                               | výsledek |
| ----- | ---- | --------------- | ------ | ------------------ | -------------------------------------- | -------- |
| Zlato | 2020 | Tokio, Japonsko | tvrdý  | Barbora Krejčíková | Belinda Bencicová Viktorija Golubicová | 7–5, 6–1 |

### Smíšená čtyřhra: 1 (1 zlato)
| Stav  | rok  | místo konání   | povrch | spoluhráč    | soupeři                 | výsledek         |
| ----- | ---- | -------------- | ------ | ------------ | ----------------------- | ---------------- |
| Zlato | 2024 | Paříž, Francie | antuka | Tomáš Macháč | Wang Sin-jü Čang Č’-čen | 6–2, 5–7, [10–8] |

## Finále na WTA Tour
| Legenda                                          |
| ------------------------------------------------ |
| D – dvouhra; Č – čtyřhra                         |
| Grand Slam (10–2 Č)                              |
| Turnaj mistryň (1–3 Č)                           |
| Olympijské hry (1–0 Č)                           |
| Premier Mandatory & Premier 5 / WTA 1000 (5–4 Č) |
| Premier / WTA 500 (5–4 Č)                        |
| International / WTA 250 (5–5 D; 8–5 Č)           |

| Finále dle povrchu     |
| ---------------------- |
| tvrdý (3–3 D; 20–15 Č) |
| antuka (1–1 D; 6–2 Č)  |
| tráva (1–1 D; 4–1 Č)   |

| Finále dle prostředí   |
| ---------------------- |
| venku (5–5 D; 28–14 Č) |
| hala (0–0 D; 2–4 Č)    |

### Dvouhra: 10 (5–5)
| Stav       | č. | datum             | turnaj               | kategorie     | povrch | soupeřka ve finále  | výsledek                |
| ---------- | -- | ----------------- | -------------------- | ------------- | ------ | ------------------- | ----------------------- |
| Finalistka | 1. | 24. července 2016 | Båstad, Švédsko      | International | antuka | Laura Siegemundová  | 5–7, 1–6                |
| Finalistka | 2. | 12. září 2016     | Tokio, Japonsko      | International | tvrdý  | Christina McHaleová | 6–3, 4–6, 4–6           |
| Vítězka    | 1. | 7. ledna 2017     | Šen-čen, Čína        | International | tvrdý  | Alison Riskeová     | 6–3, 6–4                |
| Vítězka    | 2. | 30. července 2017 | Båstad, Švédsko      | International | antuka | Caroline Wozniacká  | 6–3, 6–4                |
| Finalistka | 3. | 6. ledna 2018     | Šen-čen, Čína        | International | tvrdý  | Simona Halepová     | 1–6, 6–2, 0–6           |
| Finalistka | 4. | 26. června 2021   | Bad Homburg, Německo | WTA 250       | tráva  | Angelique Kerberová | 3–6, 2–6                |
| Vítězka    | 3. | 18. září 2022     | Portorož, Slovinsko  | WTA 250       | tvrdý  | Jelena Rybakinová   | 6–7(4–7), 7–6(7–5), 6–4 |
| Vítězka    | 4. | 1. července 2023  | Bad Homburg, Německo | WTA 250       | tráva  | Lucia Bronzettiová  | 6–2, 7–6(7–5)           |
| Finalistka | 5. | 15. října 2023    | Hongkong, Čína       | WTA 250       | tvrdý  | Leylah Fernandezová | 6–3, 4–6, 4–6           |
| Vítězka    | 5. | 22. října 2023    | Nan-čchang, Čína     | WTA 250       | tvrdý  | Marie Bouzková      | 1–6, 7–6(7–5), 7–6(7–4) |

### Čtyřhra: 48 (30–18)
| Stav       | č.  | datum              | turnaj                                    | kategorie         | povrch     | spoluhráčka            | soupeřky ve finále                         | výsledek               |
| ---------- | --- | ------------------ | ----------------------------------------- | ----------------- | ---------- | ---------------------- | ------------------------------------------ | ---------------------- |
| Finalistka | 1.  | 3. srpna 2014      | Stanford, Spojené státy                   | Premier           | tvrdý      | Paula Kaniová          | Garbiñe Muguruzaová Carla Suárez Navarrová | 2–6, 6–4, [5–10]       |
| Vítězka    | 1.  | 13. září 2014      | Taškent, Uzbekistán                       | International     | tvrdý      | Aleksandra Krunićová   | Margarita Gasparjanová Alexandra Panovová  | 6–2, 6–1               |
| Vítězka    | 2.  | 1. května 2015     | Praha, Česko                              | International     | antuka     | Belinda Bencicová      | Eva Hrdinová Kateryna Bondarenková         | 6–2, 6–2               |
| Finalistka | 2.  | 3. října 2015      | Taškent, Uzbekistán                       | International     | tvrdý      | Věra Duševinová        | Margarita Gasparjanová Alexandra Panovová  | 1–6, 6–3, [5–10]       |
| Finalistka | 3.  | 5. února 2017      | Tchaj-pej, Tchaj-wan                      | International     | tvrdý      | Lucie Hradecká         | Čan Chao-čching Čan Jung-žan               | 4–6, 2–6               |
| Finalistka | 4.  | 18. března 2017    | Indian Wells, Spojené státy               | Premier Mandatory | tvrdý      | Lucie Hradecká         | Čan Jung-žan Martina Hingisová             | 6–7 (4–7) , 2–6        |
| Finalistka | 5.  | 9. dubna 2017      | Charleston, Spojené státy                 | Premier           | antuka (z) | Lucie Hradecká         | Bethanie Mattek-Sandsová Lucie Šafářová    | 1–6, 6–4, [7–10]       |
| Finalistka | 6.  | 5. května 2017     | Praha, Česko                              | International     | antuka     | Lucie Hradecká         | Květa Peschkeová Anna-Lena Grönefeldová    | 4–6, 6–7(3–7)          |
| Finalistka | 7.  | 10. září 2017      | US Open, New York, Spojené státy          | Grand Slam        | tvrdý      | Lucie Hradecká         | Čan Jung-žan Martina Hingisová             | 3–6, 2–6               |
| Finalistka | 8.  | 6. ledna 2018      | Šen-čen, Čína                             | International     | tvrdý      | Barbora Krejčíková     | Simona Halepová Irina-Camelia Beguová      | 6–1, 1–6, [8–10]       |
| Finalistka | 9.  | 1. dubna 2018      | Miami, Spojené státy                      | Premier Mandatory | tvrdý      | Barbora Krejčíková     | Ashleigh Bartyová Coco Vandewegheová       | 2–6, 1–6               |
| Vítězka    | 3.  | 10. června 2018    | French Open, Paříž, Francie               | Grand Slam        | antuka     | Barbora Krejčíková     | Eri Hozumiová Makoto Ninomijová            | 6–3, 6–3               |
| Vítězka    | 4.  | 14. července 2018  | Wimbledon, Londýn, Spojené království     | Grand Slam        | tráva      | Barbora Krejčíková     | Nicole Melicharová Květa Peschkeová        | 6–4, 4–6, 6–0          |
| Finalistka | 10. | 28. října 2018     | Singapur                                  | Turnaj mistryň    | tvrdý (h)  | Barbora Krejčíková     | Tímea Babosová Kristina Mladenovicová      | 4–6, 5–7               |
| Vítězka    | 5.  | 11. ledna 2019     | Sydney, Austrálie                         | Premier           | tvrdý      | Aleksandra Krunićová   | Eri Hozumiová Alicja Rosolská              | 6–1, 7–6(7–3)          |
| Finalistka | 11. | 16. března 2019    | Indian Wells, Spojené státy               | Premier Mandatory | tvrdý      | Barbora Krejčíková     | Elise Mertensová Aryna Sabalenková         | 3–6, 2–6               |
| Vítězka    | 6.  | 11. srpna 2019     | Toronto, Kanada                           | Premier 5         | tvrdý      | Barbora Krejčíková     | Anna-Lena Grönefeldová Demi Schuursová     | 7–5, 6–0               |
| Vítězka    | 7.  | 13. října 2019     | Linec, Rakousko                           | International     | tvrdý (h)  | Barbora Krejčíková     | Barbara Haasová Xenia Knollová             | 6–4, 6–3               |
| Vítězka    | 8.  | 11. ledna 2020     | Šen-čen, Čína                             | International     | tvrdý      | Barbora Krejčíková     | Čeng Saj-saj Tuan Jing-jing                | 6–2, 3–6, [10–4]       |
| Finalistka | 12. | 15. listopadu 2020 | Linec, Rakousko                           | International     | tvrdý (h)  | Lucie Hradecká         | Arantxa Rusová Tamara Zidanšeková          | 3–6, 4–6               |
| Vítězka    | 9.  | 7. února 2021      | Melbourne, Austrálie                      | WTA 500           | tvrdý      | Barbora Krejčíková     | Čan Chao-čching Latisha Chan               | 6–3, 7–6(7–4)          |
| Finalistka | 13. | 19. února 2021     | Australian Open, Melbourne, Austrálie     | Grand Slam        | tvrdý      | Barbora Krejčíková     | Elise Mertensová Aryna Sabalenková         | 2–6, 3–6               |
| Vítězka    | 10. | 8. května 2021     | Madrid, Španělsko                         | WTA 1000          | antuka     | Barbora Krejčíková     | Gabriela Dabrowská Demi Schuursová         | 6–4, 6–3               |
| Vítězka    | 11. | 13. června 2021    | French Open, Paříž, Francie (2)           | Grand Slam        | antuka     | Barbora Krejčíková     | Bethanie Matteková-Sandsová Iga Świąteková | 6–4, 6–2               |
| Vítězka    | 12. | 1. srpna 2021      | Tokio, Japonsko                           | Olympijské hry    | tvrdý      | Barbora Krejčíková     | Belinda Bencicová Viktorija Golubicová     | 7–5, 6–1               |
| Vítězka    | 13. | 23. října 2021     | Moskva, Rusko                             | WTA 500           | tvrdý (h)  | Jeļena Ostapenková     | Nadija Kičenoková Ioana Raluca Olaruová    | 6–2, 4–6, [10–8]       |
| Vítězka    | 14. | 17. listopadu 2021 | Guadalajara, Mexiko                       | Turnaj mistryň    | tvrdý      | Barbora Krejčíková     | Sie Šu-wej Elise Mertensová                | 6–3, 6–4               |
| Vítězka    | 15. | 8. ledna 2022      | Melbourne, Austrálie                      | WTA 500           | tvrdý      | Bernarda Peraová       | Tereza Martincová Majar Šarífová           | 6–2, 6–7(7–9), [10–5]  |
| Vítězka    | 16. | 30. ledna 2022     | Australian Open, Melbourne, Austrálie     | Grand Slam        | tvrdý      | Barbora Krejčíková     | Anna Danilinová Beatriz Haddad Maiová      | 6–7(3–7), 6–4, 6–4     |
| Vítězka    | 17. | 19. června 2022    | Berlín, Německo                           | WTA 500           | tráva      | Storm Sandersová       | Alizé Cornetová Jil Teichmannová           | 6–4, 6–3               |
| Vítězka    | 18. | 10. července 2022  | Wimbledon, Londýn, Spojené království (2) | Grand Slam        | tráva      | Barbora Krejčíková     | Elise Mertensová Čang Šuaj                 | 6–2, 6–4               |
| Vítězka    | 19. | 11. září 2022      | US Open, New York, Spojené státy          | Grand Slam        | tvrdý      | Barbora Krejčíková     | Caty McNallyová Taylor Townsendová         | 3–6, 7–5, 6–1          |
| Vítězka    | 20. | 9. října 2022      | Monastir, Tunisko                         | WTA 250           | tvrdý      | Kristina Mladenovicová | Miju Katová Angela Kulikovová              | 6–2, 6–0               |
| Finalistka | 14. | 7. listopadu 2022  | Fort Worth, Spojené státy                 | Turnaj mistryň    | tvrdý (h)  | Barbora Krejčíková     | Veronika Kuděrmetovová Elise Mertensová    | 2–6, 6–4, [9–11]       |
| Finalistka | 15. | 7. ledna 2023      | Adelaide, Austrálie                       | WTA 500           | tvrdý      | Storm Hunterová        | Asia Muhammadová Taylor Townsendová        | 2–6, 6–7(2–7)          |
| Vítězka    | 21. | 29. ledna 2023     | Australian Open, Melbourne, Austrálie (2) | Grand Slam        | tvrdý      | Barbora Krejčíková     | Šúko Aojamová Ena Šibaharaová              | 6–4, 6–3               |
| Vítězka    | 22. | 18. března 2023    | Indian Wells, Spojené státy               | WTA 1000          | tvrdý      | Barbora Krejčíková     | Beatriz Haddad Maiová Laura Siegemundová   | 6–1, 6–7(3–7), [10–7]  |
| Finalistka | 16. | 25. června 2023    | Berlín, Německo                           | WTA 500           | tráva      | Markéta Vondroušová    | Caroline Garciaová Luisa Stefaniová        | 6–4, 6–7(8–10), [4–10] |
| Vítězka    | 23. | 16. září 2023      | San Diego, Spojené státy                  | WTA 500           | tvrdý      | Barbora Krejčíková     | Danielle Collinsová Coco Vandewegheová     | 6–1, 6–4               |
| Vítězka    | 24. | 24. února 2024     | Dubaj, Spojené arabské emiráty            | WTA 1000          | tvrdý      | Storm Hunterová        | Nicole Melichar-Martinezová Ellen Perezová | 6–4, 6–2               |
| Finalistka | 17. | 16. března 2024    | Indian Wells, Spojené státy               | WTA 1000          | tvrdý      | Storm Hunterová        | Sie Šu-wej Elise Mertensová                | 3–6, 4–6               |
| Vítězka    | 25. | 9. června 2024     | French Open, Paříž, Francie (3)           | Grand Slam        | antuka     | Coco Gauffová          | Sara Erraniová Jasmine Paoliniová          | 7–6(7–5), 6–3          |
| Vítězka    | 26. | 13. červnece 2024  | Wimbledon, Londýn, Spojené království (3) | Grand Slam        | tráva      | Taylor Townsendová     | Gabriela Dabrowská Erin Routliffeová       | 7–6(7–5), 7–6(7–1)     |
| Vítězka    | 27. | 26. července 2024  | Praha, Česko (2)                          | WTA 250           | antuka     | Barbora Krejčíková     | Bethanie Mattek-Sandsová Lucie Šafářová    | 6–3, 6–3               |
| Vítězka    | 28. | 27. října 2024     | Kanton, Čína                              | WTA 250           | tvrdý      | Čang Šuaj              | Katarzyna Piterová Fanny Stollárová        | 6–4, 6–1               |
| Finalistka | 18. | 9. listopadu 2024  | Rijád, Saúdská Arábie                     | Turnaj mistryň    | tvrdý (h)  | Taylor Townsendová     | Gabriela Dabrowská Erin Routliffeová       | 5–7, 3–6               |
| Vítězka    | 29. | 26. ledna 2025     | Australian Open, Melbourne, Austrálie (3) | Grand Slam        | tvrdý      | Taylor Townsendová     | Sie Šu-wej Jeļena Ostapenková              | 6–2, 6–7(4–7), 6–3     |
| Vítězka    | 30. | 22. února 2025     | Dubaj, Spojené arabské emiráty (2)        | WTA 1000          | tvrdý      | Taylor Townsendová     | Sie Šu-wej Jeļena Ostapenková              | 7–6(7–5), 6–4          |

## Finále série WTA 125
| Legenda                  |
| ------------------------ |
| D – dvouhra; Č – čtyřhra |
| WTA 125 (2–0 D; 1–0 Č)   |

### Dvouhra: 2 (2–0)
| Stav    | č. | datum          | turnaj            | povrch | soupeřka ve finále   | výsledek      |
| ------- | -- | -------------- | ----------------- | ------ | -------------------- | ------------- |
| Vítězka | 1. | 5. května 2024 | Lleida, Španělsko | antuka | Majar Šarífová       | 6–4, 4–6, 6–3 |
| Vítězka | 2. | 2. srpna 2025  | Varšava, Polsko   | tvrdý  | Viktorija Golubicová | 6–1, 6–2      |

### Čtyřhra: 1 (1–0)
| Stav    | č. | datum             | turnaj           | povrch    | spoluhráčka     | soupeřky ve finále                    | výsledek         |
| ------- | -- | ----------------- | ---------------- | --------- | --------------- | ------------------------------------- | ---------------- |
| Vítězka | 1. | 9. listopadu 2014 | Limoges, Francie | tvrdý (h) | Renata Voráčová | Tímea Babosová Kristina Mladenovicová | 2–6, 6–2, [10–5] |

## Finále na okruhu ITF
| Dotace turnajů okruhu ITF | Dotace turnajů okruhu ITF |
| ------------------------- | ------------------------- |
| Turnaje 100 000 $         | Turnaje 75 000 $          |
| Turnaje 50 000 $          | Turnaje 25 000 $          |
| Turnaje 15 000 $          | Turnaje 10 000 $          |

### Dvouhra: 9 (8–1)
| Stav       | č. | datum              | turnaj                         | kategorie | povrch      | soupeřka ve finále        | výsledek           |
| ---------- | -- | ------------------ | ------------------------------ | --------- | ----------- | ------------------------- | ------------------ |
| Vítězka    | 1. | 4. březen 2013     | Frauenfeld, Švýcarsko          | 10 000    | koberec (h) | Kathinka Von Deichmannová | 6–3, 4–6, 6–4      |
| Vítězka    | 2. | 12. srpen 2013     | Westende-Middelkerke, Belgie   | 25 000    | tvrdý       | Kateřina Vaňková          | 6–1, 6–3           |
| Vítězka    | 3. | 6. říjen 2013      | Budapešť, Maďarsko             | 25 000    | antuka      | Alberta Briantiová        | 3–6, 6–2, 6–1      |
| Vítězka    | 4. | 17. listopadu 2013 | Zawada, Polsko                 | 25 000    | koberec (h) | Nina Zanderová            | 6–1, 6–3           |
| Vítězka    | 5. | 1. června 2014     | Maribor, Slovinsko             | 25 000    | antuka      | Yvonne Neuwirthová        | 6–1, 7–5           |
| Vítězka    | 6. | 2. listopadu 2014  | Nantes, Francie                | 50 000+H  | tvrdý (h)   | Ons Džabúrová             | 7–5, 6–2           |
| Vítězka    | 7. | 9. května 2016     | Trnava, Slovensko              | 100 000   | antuka      | Anastasija Sevastovová    | 7–6(7–4), 5–7, 6–0 |
| Finalistka | 8. | 12. prosince 2020  | Dubaj, Spojené arabské emiráty | 100 000   | tvrdý       | Sorana Cîrsteaová         | 6–4, 3–6, 3–6      |
| Vítězka    | 8. | 7. srpna 2022      | Grodzisk Mazowiecki, Polsko    | 100 000   | tvrdý       | Magda Linetteová          | 6–4, 6–1           |

### Čtyřhra: 7 (4–3)
| Stav       | č. | datum              | turnaj                    | kategorie | povrch    | spoluhráčka        | soupeřky ve finále                          | výsledek         |
| ---------- | -- | ------------------ | ------------------------- | --------- | --------- | ------------------ | ------------------------------------------- | ---------------- |
| Vítězka    | 1. | 11. června 2012    | Jablonec nad Nisou, Česko | 10 000    | antuka    | Viktorija Kanová   | Martina Borecká Petra Krejsová              | 6–4, 6–3         |
| Vítězka    | 2. | 17. června 2013    | Lenzerheide, Švýcarsko    | 25 000    | antuka    | Belinda Bencicová  | Veronika Kuděrmetovová Diana Marcinkevičová | 6–0, 6–2         |
| Finalistka | 1. | 4. srpna 2013      | Bad Saulgau, Německo      | 25 000    | antuka    | Barbora Krejčíková | Laura-Ioana Andreiová Elena Bogdanová       | 7–611, 4–6, 8–10 |
| Vítězka    | 3. | 11. srpna 2013     | Hechingen, Německo        | 25 000    | antuka    | Barbora Krejčíková | Laura-Ioana Andreiová Laura Thorpeová       | 6–1, 6–4         |
| Finalistka | 2. | 23. listopadu 2013 | Šarm aš-Šajch, Egypt      | 75 000+H  | antuka    | Anna Morginová     | Kristina Barroisová Timea Bacsinszká        | 7–65, 0–6, 4–10  |
| Vítězka    | 4. | 30. května 2014    | Maribor, Slovinsko        | 25 000    | antuka    | Barbora Krejčíková | Daniela Seguelová Cindy Burgerová           | 6–0, 6–1         |
| Finalistka | 3. | 2. listopadu 2015  | Nantes, Francie           | 50 000    | tvrdý (h) | Renata Voráčová    | Lenka Kunčíková Karolína Stuchlá            | 4–6, 2–6         |

## Finále soutěží družstev: 1 (1–0)
| Výsledek | datum a místo konání                                             | spoluhráčky                                       | soupeřky                                                              | skóre        | zdroj  |
| -------- | ---------------------------------------------------------------- | ------------------------------------------------- | --------------------------------------------------------------------- | ------------ | ------ |
| Vítězka  | Fed Cup 2018 10.–11. listopadu 2018 Praha, Česko tvrdý, O2 arena | Petra Kvitová Barbora Strýcová Barbora Krejčíková | Spojené státy                                                         | 3–0 (detail) | [ 62 ] |
| Vítězka  | Fed Cup 2018 10.–11. listopadu 2018 Praha, Česko tvrdý, O2 arena | Petra Kvitová Barbora Strýcová Barbora Krejčíková | Danielle Collinsová Sofia Keninová Alison Riskeová Nicole Melicharová | 3–0 (detail) | [ 62 ] |

## Finále na juniorském Grand Slamu

### Dvouhra juniorek: 1 (0–1)
| Stav       | rok  | turnaj          | povrch | soupeřka ve finále | výsledek |
| ---------- | ---- | --------------- | ------ | ------------------ | -------- |
| Finalistka | 2013 | Australian Open | tvrdý  | Ana Konjuhová      | 3–6, 4–6 |

### Čtyřhra juniorek: 3 (3–0)
| stav    | rok  | turnaj      | povrch | spoluhráčka        | soupeřky ve finále                         | výsledek |
| ------- | ---- | ----------- | ------ | ------------------ | ------------------------------------------ | -------- |
| Vítězka | 2013 | French Open | antuka | Barbora Krejčíková | Doménica Gonzálezová Beatriz Haddad Maiová | 7–5, 6–2 |
| Vítězka | 2013 | Wimbledon   | tráva  | Barbora Krejčíková | Anhelina Kalininová Iryna Šymanovičová     | 6–3, 6–1 |
| Vítězka | 2013 | US Open     | tvrdý  | Barbora Krejčíková | Belinda Bencicová Sara Sorribesová Tormová | 6–3, 6–4 |

## Chronologie výsledků na Grand Slamu

### Ženská dvouhra
| Turnaj          | 2014    | 2015    | 2016    | 2017    | 2018    | 2019    | 2020    | 2021    | 2022    | 2023    | 2024    | 2025    | SR     | V–P   |
| --------------- | ------- | ------- | ------- | ------- | ------- | ------- | ------- | ------- | ------- | ------- | ------- | ------- | ------ | ----- |
| Australian Open | 1. kolo | 2. kolo | 1. kolo | 1. kolo | 2. kolo | 1. kolo | 1. kolo | 1. kolo | 1. kolo | 1. kolo | 2. kolo | 1. kolo | 0 / 12 | 3–12  |
| French Open     | Q2      | 1. kolo | 1. kolo | 1. kolo | 3. kolo | 4. kolo | 3. kolo | 3. kolo | 2. kolo | 1. kolo | 2. kolo | 1. kolo | 0 / 11 | 11–11 |
| Wimbledon       | Q1      | 1. kolo | 3. kolo | 1. kolo | 3. kolo | 2. kolo | NH      | 3. kolo | 1. kolo | 2. kolo | 2. kolo | 2. kolo | 0 / 10 | 10–10 |
| US Open         | Q3      | 1. kolo | 2. kolo | 1. kolo | 3. kolo | 1. kolo | 1. kolo | 2. kolo | 2. kolo | 1. kolo | 1. kolo |         | 0 / 10 | 5–10  |
| výhry–prohry    | 0–1     | 1–4     | 3–4     | 0–4     | 7–4     | 4–4     | 2–3     | 5–4     | 2–4     | 1–4     | 3–4     | 1–2     | 0 / 43 | 29–43 |

### Ženská čtyřhra
| Turnaj          | 2015    | 2016    | 2017    | 2018    | 2019    | 2020    | 2021    | 2022  | 2023    | 2024  | 2025  | SR      | V–P    |
| --------------- | ------- | ------- | ------- | ------- | ------- | ------- | ------- | ----- | ------- | ----- | ----- | ------- | ------ |
| Australian Open | 1. kolo | 1. kolo | 1. kolo | 3. kolo | ČF      | SF      | F       | Vítěz | Vítěz   | SF    | Vítěz | 3 / 11  | 36–8   |
| French Open     | 3. kolo | SF      | SF      | Vítěz   | 1. kolo | SF      | Vítěz   | A     | 1. kolo | Vítěz | ČF    | 3 / 10  | 35–7   |
| Wimbledon       | 2. kolo | 1. kolo | 3. kolo | Vítěz   | SF      | NH      | ČF      | Vítěz | A       | Vítěz | SF    | 3 / 9   | 30–6   |
| US Open         | 1. kolo | ČF      | F       | SF      | 1. kolo | 2. kolo | 1. kolo | Vítěz | 2. kolo | SF    |       | 1 / 10  | 24–9   |
| výhry–prohry    | 3–4     | 7–4     | 11–4    | 18–2    | 7–4     | 9–3     | 12–3    | 18–0  | 7–2     | 20–2  | 13–2  | 10 / 40 | 125–30 |

### Smíšená čtyřhra
| Turnaj          | 2016    | 2017    | 2018    | 2019 | 2020 | 2021 | 2022    | 2023    | 2024    | 2025    | SR     | V–P |
| --------------- | ------- | ------- | ------- | ---- | ---- | ---- | ------- | ------- | ------- | ------- | ------ | --- |
| Australian Open | A       | 2. kolo | A       | A    | A    | A    | 1. kolo | A       | A       | 1. kolo | 0 / 3  | 1–2 |
| French Open     | A       | A       | 1. kolo | A    | NH   | A    | A       | A       | 1. kolo | 1. kolo | 0 / 3  | 0–3 |
| Wimbledon       | 2. kolo | A       | A       | A    | NH   | A    | A       | A       | A       | Vítěz   | 1 / 2  | 6–1 |
| US Open         | A       | A       | A       | A    | NH   | A    | A       | 1. kolo | 2. kolo |         | 0 / 2  | 1–2 |
| výhry–prohry    | 1–1     | 1–0     | 0–1     | 0–0  | 0–0  | 0–0  | 0–1     | 0–1     | 1–2     | 5–2     | 1 / 10 | 8–8 |

Vysvětlivky
1. ↑  Volný los v úvodním kole a odstoupení soupeřek před druhým kolem nebyly započítány jako výhry.
2. ↑  Odstoupení před utkáním druhého kola nebylo započítáno jako prohra.

| Legenda | Legenda                                   | Legenda | Legenda                     |
| ------- | ----------------------------------------- | ------- | --------------------------- |
| SR      | poměr vyhraných turnajů ku všem odehraným | W–L V–P | výhry–prohry                |
| NH      | daný rok se turnaj nekonal                | A       | turnaje se hráč nezúčastnil |
| 1Q / LQ | prohra v (kole) kvalifikace               | 1k / 1R | prohra v daném kole turnaje |
| QF / ČF | prohra ve čtvrtfinále                     | SF      | prohra v semifinále         |
| F       | prohra ve finále                          | Vítěz   | vítězství v turnaji         |

## Vítězství nad hráčkami Top 10
Přehled
| Sezóna    | 2017 | 2018 | 2019 | 2020 | 2021 | 2022 | 2023 | 2024 | 2025 | Celkem |
| --------- | ---- | ---- | ---- | ---- | ---- | ---- | ---- | ---- | ---- | ------ |
| Vítězství | 3    | 1    | 1    | 0    | 2    | 1    | 0    | 2    | 1    | 11     |

Vítězství
| Č.                                     | hráčka top 10       | WTA | turnaj                                            | povrch    | fáze             | skóre                   | KS  |
| -------------------------------------- | ------------------- | --- | ------------------------------------------------- | --------- | ---------------- | ----------------------- | --- |
| Sezóna 2017                            |                     |     |                                                   |           |                  |                         |     |
| 1.                                     | Simona Halepová     | 4.  | Šen-čen, Čína                                     | tvrdý     | 2. kolo          | 6–3, 4–6, 7–5           | 52. |
| 2.                                     | Johanna Kontaová    | 10. | Šen-čen, Čína                                     | tvrdý     | semifinále       | 1–6, 6–4, 6–4           | 52. |
| 3.                                     | Caroline Wozniacká  | 6.  | Båstad, Švédsko                                   | antuka    | finále           | 6–3, 6–4                | 56. |
| Sezóna 2018                            |                     |     |                                                   |           |                  |                         |     |
| 4.                                     | Caroline Garciaová  | 4.  | Wu-chan, Čína                                     | tvrdý     | 2. kolo          | 3–6, 7–6(7–5), 7–6(7–4) | 47. |
| Sezóna 2019                            |                     |     |                                                   |           |                  |                         |     |
| 5.                                     | Naomi Ósakaová      | 1.  | French Open, Paříž, Francie                       | antuka    | 3. kolo          | 6–4, 6–2                | 42  |
| Sezóna 2021                            |                     |     |                                                   |           |                  |                         |     |
| 6.                                     | Serena Williamsová  | 8.  | Parma, Itálie                                     | antuka    | 2. kolo          | 7–6(7–4), 6–2           | 68. |
| 7.                                     | Garbiñe Muguruzaová | 9.  | Montreal, Kanada                                  | tvrdý     | 2. kolo          | 6–2, 0–6, 6–3           | 55. |
| Sezóna 2022                            |                     |     |                                                   |           |                  |                         |     |
| 8.                                     | Coco Gauffová       | 7.  | Billie Jean King Cup, Glasgow, Spojené království | tvrdý (h) | základní skupina | 7–6(7–1), 6–1           | 47. |
| Sezóna 2024                            |                     |     |                                                   |           |                  |                         |     |
| 9.                                     | Coco Gauffová       | 3.  | Dauhá, Katar                                      | tvrdý     | 2. kolo          | 6–2, 6–4                | 42. |
| 10.                                    | Čeng Čchin-wen      | 8.  | Berlín, Německo                                   | tráva     | 2. kolo          | 6–4, 6–4                | 30. |
| Sezóna 2025                            |                     |     |                                                   |           |                  |                         |     |
| 11.                                    | Čeng Čchin-wen      | 6.  | Wimbledon, Londýn, Spojené království             | tráva     | 1. kolo          | 7–5, 4–6, 6–1           | 81. |
| výhra nad úřadující světovou jedničkou |                     |     |                                                   |           |                  |                         |     |